# Cristina Vieira
Cristina Brandi Vieira (Dom Pedrito, 6 de maio de 1976) é uma jornalista brasileira.

## Carreira
Começou como produtora da Rádio Gaúcha e assessora de imprensa concursada da Câmara de Vereadores de Porto Alegre. Em 2000, entrou para a TVCOM, emissora UHF do Grupo RBS, onde foi repórter e apresentadora de telejornais. 
A partir de 2005, passou a apresentar o jornal RBS Notícias, ao lado de Elói Zorzetto, substituindo Mônica Teixeira. Também foi apresentadora da Itapema FM (hoje 102.3 FM), onde fez o programa Wake Up ao lado de Beto Xavier.
No dia 25 de setembro de 2010, Cristina apresentou o RBS Notícias pela última vez, sendo substituída por Daniela Ungaretti. No dia 1º de novembro do mesmo ano, Cristina passou a apresentar o TEM Notícias 1ª edição da TV TEM (afiliada à Rede Globo nas regiões de Sorocaba, Itapetininga, Bauru e São José do Rio Preto, no interior do estado de São Paulo).
Foi também apresentadora do TEM Notícias 2ª edição para Sorocaba, substituindo Ivana Back.
Em outubro de 2012, Cristina deixou a TV Tem Sorocaba para trabalhar na TV Globo São Paulo, inicialmente cobrindo a licença-maternidade de Ana Paula Campos, na apresentação da edição diária do Globo Rural.. Depois, passou para a equipe de repórteres e hoje é uma das apresentadora oficiais e editora-executiva do programa de domingo. O Globo Rural vai ao ar todos os domingos na TV Globo, às 8h40, com reprise aos sábados, às 6h.  
Em dezembro de 2020, Cristina foi apresentadora eventual do Hora Um.
Redes sociais:
Instagram: @crisbvieira / @globoruraltv
Facebook: www.facebook.com/cristinavieirajornalista / https://www.facebook.com/globoruraltv
X: @crisbvieira @globorural

## Prêmios
2012 
- Prêmio Sebrae de Jornalismo

## Curiosidades
- Antes de ser jornalista, Cristina foi bailarina, atuando em dois grupos de dança: Transforma e Muovere.
- Trabalhou em rádio na cidade natal quando criança.